# Funció hiperbòlica

Una semirecta per l'origen talla la hipèrbola en el punt, on és dues vegades l'àrea compresa per la semirecta, el semieix de les abscisses i la hipèrbola. (Vegeu la versió animada amb la comparació amb les funcions trigonomètriques (circulars).)

En matemàtiques, les funcions hiperbòliques són unes funcions amb unes propietats anàlogues a les de les funcions trigonomètriques (o circulars). Les funcions hiperbòliques bàsiques són el cosinus hiperbòlic (simbolitzat per cosh) i el sinus hiperbòlic (sinh), de les quals deriven la tangent hiperbòlica (tanh) i les altres, secant hiperbòlica (sech), cosecant hiperbòlica (csch) i cotangent hiperbòlica (coth), de la mateixa manera que a partir del cosinus (cos) i el sinus (sin) deriven les altres funcions trigonomètriques (tan, sec, csc i cot). Els seus símbols s'obtenen sufixant una h als símbols de les funcions trigonomètriques corresponents.
Les funcions hiperbòliques, en un domini apropiat, tenen unes funcions inverses que es representen amb una notació similar, amb el prefix arg- (per argument), o prefixos més breus, com ar- (per àrea), o fins i tot a-. Així, la funció inversa del cosinus hiperbòlic es representa per argcosh (o arcosh, o acosh); anàlogament les altres.
De la mateixa manera que els punts (cost,sint) formen una circumferència de radi 1, els punts (cosht,sinht) formen la meitat dreta de la hipèrbola equilàtera. Així, les funcions hiperbòliques prenen valors reals per a un argument real, a vegades anomenat angle hiperbòlic. En anàlisi complexa, les funcions hiperbòliques són simplement funcions racionals de les exponencials.
Les funcions hiperbòliques ocorren en la resolució d'algunes equacions diferencials lineals importants, per exemple la que defineix la catenària, i també en la resolució de l'equació de Laplace en coordenades cartesianes, d'importància fonamental en física.
Les funcions hiperbòliques van ser introduïdes vora els anys 1760 independentment per Vincenzo Riccati i Johann Heinrich Lambert.
Riccati feia servir Sc. i Cc. ([co]sinus circulare) per a referir-se a les funcions circulars, i Sh. i Ch. ([co]sinus hyperbolico) per a referir-se a les funcions hiperbòliques. Lambert adoptà els noms però en canvià les abreviatures. Les abreviatures Sh i Ch s'usen encara sovint.

## Expressions algebraiques estàndard
Les funcions hiperbòliques són:
- Sinus hiperbòlic:

{\displaystyle \sinh x={\frac {e^{x}-e^{-x}}{2}}={\frac {e^{2x}-1}{2e^{x}}}}
- Cosinus hiperbòlic:

{\displaystyle \cosh x={\frac {e^{x}+e^{-x}}{2}}={\frac {e^{2x}+1}{2e^{x}}}}
- Tangent hiperbòlica:

{\displaystyle \tanh x={\frac {\sinh x}{\cosh x}}={\frac {e^{x}-e^{-x}}{e^{x}+e^{-x}}}={\frac {e^{2x}-1}{e^{2x}+1}}}
- Cotangent hiperbòlica:

{\displaystyle \coth x={\frac {\cosh x}{\sinh x}}={\frac {e^{x}+e^{-x}}{e^{x}-e^{-x}}}={\frac {e^{2x}+1}{e^{2x}-1}}}
- Secant hiperbòlica:

{\displaystyle \operatorname {sech} \,x=\left(\cosh x\right)^{-1}={\frac {2}{e^{x}+e^{-x}}}={\frac {2e^{x}}{e^{2x}+1}}}
- Cosecant hiperbòlica:

{\displaystyle \operatorname {csch} \,x=\left(\sinh x\right)^{-1}={\frac {2}{e^{x}-e^{-x}}}={\frac {2e^{x}}{e^{2x}-1}}}
Les funcions hiperbòliques també es poden introduir a partir dels "angles circulars imaginaris":
- Sinus hiperbòlic:

{\displaystyle \sinh x=-{\rm {i}}\sin {\rm {i}}x\!}
- Cosinus hiperbòlic:

{\displaystyle \cosh x=\cos {\rm {i}}x\!}
- Tangent hiperbòlica:

{\displaystyle \tanh x=-{\rm {i}}\tan {\rm {i}}x\!}
- Cotangent hiperbòlica:

{\displaystyle \coth x={\rm {i}}\cot {\rm {i}}x\!}
- Secant hiperbòlica:

{\displaystyle \operatorname {sech} \,x=\sec {{\rm {i}}x}\!}
- Cosecant hiperbòlica:

{\displaystyle \operatorname {csch} \,x={\rm {i}}\,\csc \,{\rm {i}}x\!}
on i és la unitat imaginària.
Les formes complexes d'aquestes definicions deriven de la fórmula d'Euler.

## Dominis i recorregut
| Funció                                 | Domini                             | Recorregut                         |
| {\displaystyle \sinh x}                | {\displaystyle \mathbb {R} }       | {\displaystyle \mathbb {R} }       |
| {\displaystyle \cosh x}                | {\displaystyle \mathbb {R} }       | [1, ∞)                             |
| {\displaystyle \tanh x}                | {\displaystyle \mathbb {R} }       | (-1, 1)                            |
| -------------------------------------- | ---------------------------------- | ---------------------------------- |
| {\displaystyle \coth x}                | {\displaystyle \mathbb {R} } - {0} | (-∞, -1)∪(1, ∞)                    |
| {\displaystyle \operatorname {sech} x} | {\displaystyle \mathbb {R} }       | (0, 1]                             |
| {\displaystyle \operatorname {csch} x} | {\displaystyle \mathbb {R} } - {0} | {\displaystyle \mathbb {R} } - {0} |

{\displaystyle \mathbb {R} } és el conjunt de tots els reals.

## Propietats

sinh, cosh i tanh

csch, sech i coth

Igual que les funcions trigonomètriques, les funcions hiperbòliques tenen una paritat definida
{\displaystyle \sinh(-x)=-\sinh x\,\!}
{\displaystyle \cosh(-x)=\cosh x\,\!}
d'on es dedueix que
{\displaystyle \tanh(-x)=-\tanh x\,\!}
{\displaystyle \coth(-x)=-\coth x\,\!}
{\displaystyle \operatorname {sech} (-x)=\operatorname {sech} \,x\,\!}
{\displaystyle \operatorname {csch} (-x)=-\operatorname {csch} \,x\,\!}
Així doncs cosh i sech són funcions parelles, mentre que les altres són imparelles.
{\displaystyle \operatorname {argsech} \,x=\operatorname {argcosh} {\frac {1}{x}}}
{\displaystyle \operatorname {argcoth} \,x=\operatorname {argtanh} {\frac {1}{x}}}
El sinus i el cosinus hiperbòlics satisfan la identitat
{\displaystyle \cosh ^{2}x-\sinh ^{2}x=1\,}
similar a la identitat trigonomètrica fonamental.
(Notem que, per conveni, cosh² x significa (cosh x)², no pas cosh(cosh x), i anàlogament per a les altres funcions hiperbòliques.)
Altres identitats són
{\displaystyle \tanh ^{2}x=1-\operatorname {sech} ^{2}x}
{\displaystyle \coth ^{2}x=1+\operatorname {csch} ^{2}x}
La tangent hiperbòlica és la solució al problema de contorn no lineal
{\displaystyle {\frac {1}{2}}f''=f^{3}-f\qquad ;\qquad f(0)=f'(\infty )=0}
Es pot mostrar que l'àrea sota el graf de coshx és sempre igual a la longitud d'arc:
{\displaystyle {\text{area}}=\int _{a}^{b}{\cosh {x}}\ dx=\int _{a}^{b}{\sqrt {1+\left({\frac {d}{dx}}\cosh {x}\right)^{2}}}\ dx={\text{longitud d'arc}}.}

## Funcions inverses com logaritmes
Es compleixen les següents identitats
{\displaystyle \operatorname {argsinh} \,x=\ln \left(x+{\sqrt {x^{2}+1}}\right)}
{\displaystyle \operatorname {argcosh} \,x=\ln \left(x+{\sqrt {x^{2}-1}}\right);x\geq 1}
{\displaystyle \operatorname {argtanh} \,x={\tfrac {1}{2}}\ln {\frac {1+x}{1-x}};\left|x\right|<1}
{\displaystyle \operatorname {argcoth} \,x={\tfrac {1}{2}}\ln {\frac {x+1}{x-1}};\left|x\right|>1}
{\displaystyle \operatorname {argsech} \,x=\ln {\frac {1+{\sqrt {1-x^{2}}}}{x}};0<x\leq 1}
{\displaystyle \operatorname {argcsch} \,x=\ln \left({\frac {1}{x}}+{\frac {\sqrt {1+x^{2}}}{\left|x\right|}}\right)}

## Derivades
{\displaystyle {\frac {d}{dx}}\sinh x=\cosh x\,}
{\displaystyle {\frac {d}{dx}}\cosh x=\sinh x\,}
{\displaystyle {\frac {d}{dx}}\tanh x=1-\tanh ^{2}x={\hbox{sech}}^{2}x=1/\cosh ^{2}x\,}
{\displaystyle {\frac {d}{dx}}\coth x=1-\coth ^{2}x=-{\hbox{csch}}^{2}x=-1/\sinh ^{2}x\,}
{\displaystyle {\frac {d}{dx}}\ {\hbox{csch}}\,x=-\coth x\ {\hbox{csch}}\,x\,}
{\displaystyle {\frac {d}{dx}}\ {\hbox{sech}}\,x=-\tanh x\ {\hbox{sech}}\,x\,}
{\displaystyle {\frac {d}{dx}}\,\operatorname {argsinh} \,x={\frac {1}{\sqrt {x^{2}+1}}}}
{\displaystyle {\frac {d}{dx}}\,\operatorname {argcosh} \,x={\frac {1}{\sqrt {x^{2}-1}}}}
{\displaystyle {\frac {d}{dx}}\,\operatorname {argtanh} \,x={\frac {1}{1-x^{2}}}}
{\displaystyle {\frac {d}{dx}}\,\operatorname {argcsch} \,x=-{\frac {1}{\left|x\right|{\sqrt {1+x^{2}}}}}}
{\displaystyle {\frac {d}{dx}}\,\operatorname {argsech} \,x=-{\frac {1}{x{\sqrt {1-x^{2}}}}}}
{\displaystyle {\frac {d}{dx}}\,\operatorname {argcoth} \,x={\frac {1}{1-x^{2}}}}

## Integrals
Per a una llista completa d'integrals de funcions hiperbòliques, vegeu llista d'integrals de funcions hiperbòliques
{\displaystyle \int \sinh ax\,dx=a^{-1}\cosh ax+C}
{\displaystyle \int \cosh ax\,dx=a^{-1}\sinh ax+C}
{\displaystyle \int \tanh ax\,dx=a^{-1}\ln(\cosh ax)+C}
{\displaystyle \int \coth ax\,dx=a^{-1}\ln(\sinh ax)+C}
{\displaystyle \int {\frac {du}{\sqrt {a^{2}+u^{2}}}}=\operatorname {arg} \sinh \left({\frac {u}{a}}\right)+C}
{\displaystyle \int {\frac {du}{\sqrt {u^{2}-a^{2}}}}=\operatorname {arg} \cosh \left({\frac {u}{a}}\right)+C}
{\displaystyle \int {\frac {du}{a^{2}-u^{2}}}=a^{-1}\operatorname {arg} \tanh \left({\frac {u}{a}}\right)+C;u^{2}<a^{2}}
{\displaystyle \int {\frac {du}{a^{2}-u^{2}}}=a^{-1}\operatorname {arg} \coth \left({\frac {u}{a}}\right)+C;u^{2}>a^{2}}
{\displaystyle \int {\frac {du}{u{\sqrt {a^{2}-u^{2}}}}}=-a^{-1}\operatorname {arg} \operatorname {sech} \left({\frac {u}{a}}\right)+C}
{\displaystyle \int {\frac {du}{u{\sqrt {a^{2}+u^{2}}}}}=-a^{-1}\operatorname {arg} \operatorname {csch} \left|{\frac {u}{a}}\right|+C}
On C és una constant d'integració.

## Expressions en sèrie de Taylor
Les funcions hiperbòliques es poden expressar com a sèries de Taylor:
{\displaystyle \sinh x=x+{\frac {x^{3}}{3!}}+{\frac {x^{5}}{5!}}+{\frac {x^{7}}{7!}}+\cdots =\sum _{n=0}^{\infty }{\frac {x^{2n+1}}{(2n+1)!}}}
{\displaystyle \cosh x=1+{\frac {x^{2}}{2!}}+{\frac {x^{4}}{4!}}+{\frac {x^{6}}{6!}}+\cdots =\sum _{n=0}^{\infty }{\frac {x^{2n}}{(2n)!}}}
{\displaystyle \tanh x=x-{\frac {x^{3}}{3}}+{\frac {2x^{5}}{15}}-{\frac {17x^{7}}{315}}+\cdots =\sum _{n=1}^{\infty }{\frac {2^{2n}(2^{2n}-1)B_{2n}x^{2n-1}}{(2n)!}},\left|x\right|<{\frac {\pi }{2}}}
{\displaystyle \coth x=x^{-1}+{\frac {x}{3}}-{\frac {x^{3}}{45}}+{\frac {2x^{5}}{945}}+\cdots =x^{-1}+\sum _{n=1}^{\infty }{\frac {2^{2n}B_{2n}x^{2n-1}}{(2n)!}},0<\left|x\right|<\pi } (sèrie de Laurent)
{\displaystyle \operatorname {sech} \,x=1-{\frac {x^{2}}{2}}+{\frac {5x^{4}}{24}}-{\frac {61x^{6}}{720}}+\cdots =\sum _{n=0}^{\infty }{\frac {E_{2n}x^{2n}}{(2n)!}},\left|x\right|<{\frac {\pi }{2}}}
{\displaystyle \operatorname {csch} \,x=x^{-1}-{\frac {x}{6}}+{\frac {7x^{3}}{360}}-{\frac {31x^{5}}{15120}}+\cdots =x^{-1}+\sum _{n=1}^{\infty }{\frac {2(1-2^{2n-1})B_{2n}x^{2n-1}}{(2n)!}},0<\left|x\right|<\pi } (sèrie de Laurent)
on 
{\displaystyle B_{n}\,} són els nombres de Bernouilli i
{\displaystyle E_{n}\,} són els nombres d'Euler.

## Comparació amb les funcions trigonomètriques circulars
Considereu aquests dos subconjunts del pla cartesià
{\displaystyle A=\lbrace (\cosh t,\sinh t)\mid t\in \mathbf {R} \rbrace ,\quad B=\lbrace (\cos t,\sin t)\mid t\in \mathbf {R} \rbrace .}
Llavors A forma la branca dreta de la hipèrbola equilàtera d'equació
x² − y² = 1,
mentre que B és la circumferència unitat. La diferència primària és que l'aplicació que parametritza B és una funció periòdica mentre que la que parametritza A no és.
Ambdues parametritzacions són de fet grups uniparamètrics, per bé que B és compacte i A no ho és.
Les funcions hiperbòliques satisfan diverses identitats, similars a les identitats trigonometric. De fet, la regla d'Osborn'
afirma que es pot convertir qualsevol identitat trigonomètrica en una identitat hiperbòlica expandint-la completament en termes de potències enteres de sinus i cosinus, convertint sinus en sinh i cosinus en cosh, i canviant el signe de tots els termes que continguin un producte de 2, 6, 10, 14... sinhs. Això dona per exemple els teoremes d'addició
{\displaystyle \sinh(x+y)=\sinh x\cosh y+\cosh x\sinh y\,}
{\displaystyle \cosh(x+y)=\cosh x\cosh y+\sinh x\sinh y\,}
{\displaystyle \tanh(x+y)={\frac {\tanh x+\tanh y}{1+\tanh x\tanh y}}\,}
les fórmules d'argument doble
{\displaystyle \sinh 2x\ =2\sinh x\cosh x\,}
{\displaystyle \cosh 2x\ =\cosh ^{2}x+\sinh ^{2}x=2\cosh ^{2}x-1=2\sinh ^{2}x+1\,}
{\displaystyle \tanh 2x\ ={\frac {2\tanh x}{1+\tanh ^{2}x}}\,}
o les d'argument meitat
{\displaystyle \sinh {\tfrac {x}{2}}={\sqrt {{\tfrac {1}{2}}(\cosh x-1)}}\,}
{\displaystyle \cosh {\tfrac {x}{2}}={\sqrt {{\tfrac {1}{2}}(\cosh x+1)}}\,}
La derivada de sinhx és coshx i la de coshx és sinhx; això és similar a les funcions trigonomètriques, per bé que el signe és diferent (la derivada de cosx és −sinx).
El gràfic de la funció a cosh(x/a) és la catenària, la corba descrita per una cadena flexible uniforme que penja lliurement entre dos punts fixats en un camp gravitatori uniforme.

## Relació amb la funció exponencial
De les definicions del sinus hiperbòlic i el cosinus hiperbòlic podem obtenir les identitats següents:
{\displaystyle e^{x}=\cosh x+\sinh x\!}
i
{\displaystyle e^{-x}=\cosh x-\sinh x.\!}
Aquestes expressions són anàlogues a les expressions del cosinus i el sinus, basades en la fórmula d'Euler, com a sumes d'exponencials complexes.

## Funcions hiperbòliques per a nombres complexos
Atès que la funció exponencial es pot definir per a qualsevol argument complex, es poden estendre les definicions de les funcions hiperbòliques també a arguments complexos. Les funcions cosh i sinh així definides són holomorfes.
Les relacions amb les funcions trigonomètriques usuals venen donades per la fórmula d'Euler per a nombres complexos:
{\displaystyle e^{ix}=\cos x+i\;\sin x}
{\displaystyle e^{-ix}=\cos x-i\;\sin x}
de manera que
{\displaystyle \cosh ix={\tfrac {1}{2}}(e^{ix}+e^{-ix})=\cos x}
{\displaystyle \sinh ix={\tfrac {1}{2}}(e^{ix}-e^{-ix})=i\sin x}
{\displaystyle \cosh(x+iy)=\cosh(x)\cos(y)+i\sinh(x)\sin(y)\,}
{\displaystyle \sinh(x+iy)=\sinh(x)\cos(y)+i\cosh(x)\sin(y)\,}
{\displaystyle \tanh ix=i\tan x\,}
{\displaystyle \cosh x=\cos ix\,}
{\displaystyle \sinh x=-i\sin ix\,}
{\displaystyle \tanh x=-i\tan ix\,}
Així, les funcions hiperbòliques són periòdiques amb període {\displaystyle 2\pi i} ({\displaystyle \pi i} per a la tangent i la cotangent hiperbòliques).
| sinh complex                             | cosh complex                             | tanh complexa                            | cotanh complexa                          | sech complexa                            | cosech complexa                          |
| {\displaystyle \operatorname {sinh} (z)} | {\displaystyle \operatorname {cosh} (z)} | {\displaystyle \operatorname {tanh} (z)} | {\displaystyle \operatorname {coth} (z)} | {\displaystyle \operatorname {sech} (z)} | {\displaystyle \operatorname {csch} (z)} |